# Бібіккан
Бібіккан (синг. බිබික්කන්) — традиційний кокосовий пиріг Шрі-Ланки. Це темний вологий пиріг із подрібненого кокосу, джаггері (із соку пальми винна) і манної крупи в поєднанні з сумішшю спецій. Бібіккан зазвичай готують і споживають під час святкування святкових і релігійних подій, включаючи Різдво, Новий рік, сингальський і тамільський Новий рік.

## Походження та історія
Вважається, що Бібіккан був завезений на Шрі-Ланку португальцями, які колонізували прибережні райони острова в 1505 році і залишалися там до 1658 року. Католики Гоа подають подібну страву під назвою Бебінка, яка майже ідентична Бібінці, традиційному філіппінському пирогу з рисового борошна, виготовленому на кокосовому молоці, який подається на Різдво. Історично район Маунт-Лавінія був пов'язаний з виробництвом Бібіккана, відомого місцево як Poranu appa.

## Опис
Основними інгредієнтами бібікана є неочищений сироп із соку пальми винна, який має насичений смак між карамеллю та патокою; суха смажена манна крупа (uppama) або рисове борошно; і тертий або подрібнений кокос.
Для приготування страви манну крупу обсмажують, розводять у гарячій воді і доводять до кипіння джаггері, додають подрібнений кокос. Потім суміші дають охолонути, а потім додають манну крупу, кардамон, мускатний горіх, консервований імбир, цедру цукатів, горіхи кеш'ю, сіль, розпушувач і шрі-ланкійську корицю, які потім ретельно перемішують. Відокремити яйця, окремо збити білки і жовтки. Додайте яєчні жовтки і добре перемішайте. Додайте цедру лайма і вмішайте яєчні білки. Викласти на змащене вершковим маслом деко і випікати в розігрітій духовці. Дайте охолонути і наріжте на квадрати для подачі.